# ブタレジャ県

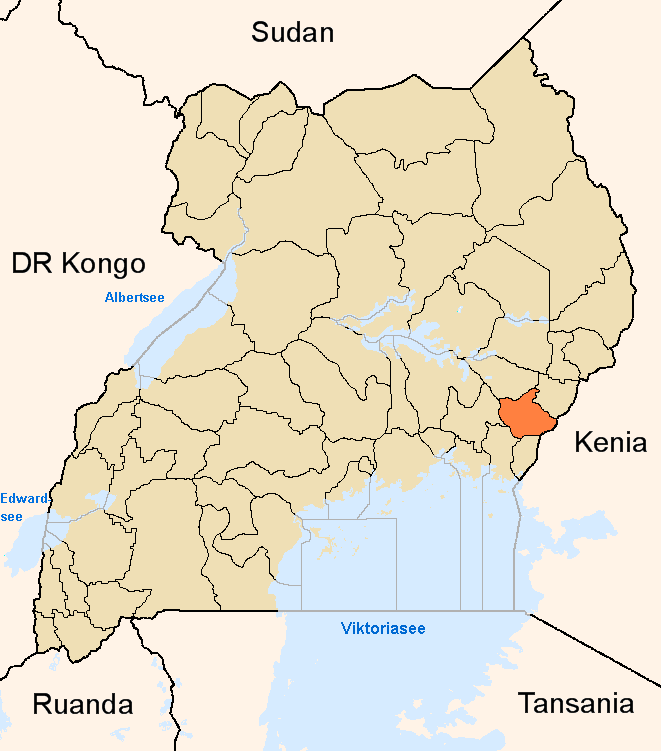
2001年から2005年のトロロ県、北部がブタレジャ県

ブタレジャ県 (ブタレジャけん、Butaleja District) はウガンダ南東部、ブケディ中部の県。2005年7月1日にトロロ県から北部のブニョレ郡が分割され設置された。面積は644km²で、ブタレジャ、ブソルウェの2TCを合わせ9つの副郡が置かれている。2002年の国勢調査人口は 160,927人で、主な住民はバントゥー系のニョレ族である。知事に相当する第五地域議会 (LC5) 議長はリチャード・ワヤ。

## 隣接する県
北にパリサ県、ブダカ県、東にブギスのムバレ県、ムポロゴマ川を挟み西と南西にブソガのナムトゥンバ県、ブギリ県と接する。